# ジャネル・エルキン
ジャネル・エルキン（Caner Erkin, 1988年10月4日 - ）は、トルコ・バルケスィル出身のサッカー選手。ファティ・カラギュムリュクSK所属。ポジションはDF。

## 経歴

### クラブ
2004年に当時2部に所属していたヴェステル・マニサスポルでプロデビューを果たす。このシーズンにチームは優勝し1部昇格。1年半の在籍期間で39試合に出場し5得点を挙げた。
2007年1月にCSKAモスクワに移籍。同チームではリーグ戦33試合、UEFAチャンピオンズリーグ7試合に出場し、2度の国内カップ制覇にも貢献した。
2009年8月31日、シーズン終了後の買取オプション付きの契約で、ガラタサライSKにレンタル移籍。当初はトルコ代表のハカン・バルタのバックアップとして左サイドバックで出場していたが、当時チームを指揮していたフランク・ライカールトは彼の攻撃センスを期待してより攻撃的な左ウイングで起用するようになった。トルコカップのトラブゾンスポル戦で移籍後初ゴールを記録した。
2010年、フェネルバフチェSKへ4年契約で移籍。ガラタサライ時代のコンバートの経験もあり、左サイドならどこでもこなせるユーティリティー性を買われ多くの出場機会を得た。2012-13シーズンのUEFAヨーロッパリーグ準々決勝のSSラツィオ戦ではゴールを決め、チームをベスト4進出に導いた。
2016年6月1日、イタリア・セリエAのインテル・ミラノへ自由移籍で加入。しかしリーグ戦開幕前の8月8日にロベルト・マンチーニ監督が解任され、フランク・デ・ブールが新監督に就任すると構想外になり、2016年8月31日にベシクタシュJKへ買取OP付きの1年契約でレンタル移籍。

### 代表
2005年にはヌリ・シャヒンらと共にイタリアで開催されたUEFA U-17欧州選手権で優勝。FIFA U-17ワールドカップにも出場した。
2006年5月26日、ガーナ代表との親善試合に先発出場しトルコ代表の初キャップを記録。2012年6月5日のウクライナとの親善試合で代表初得点を記録した。

## 所属クラブ
- ヴェステル・マニサスポル 2002-2006
- CSKAモスクワ 2007-2010

→ ガラタサライSK 2009-2010 (loan)
- フェネルバフチェSK 2010-2016
- インテルナツィオナーレ・ミラノ 2016-2017

→ ベシクタシュJK 2016-2017 (loan)
- ベシクタシュJK 2017-2020
- フェネルバフチェSK 2020-

## タイトル

### クラブ
CSKAモスクワ
- ロシア・カップ ： 2008, 2009
- ロシア・スーパーカップ ： 2009

フェネルバフチェ
- スュペル・リグ ： 2010-11, 2013-14
- テュルキエ・クパス ： 2011-12, 2012-13

ベジクタシュ
- スュペル・リグ ： 2016-17

### 代表
U-17トルコ代表
- UEFA U-17欧州選手権 ： 2005